# Chlorodrepana allevata
Chlorodrepana allevata là một loài bướm đêm trong họ Geometridae.